# Johannes Wolfgang von Bodman
Johann(es) Wolfgang Reichsfreiherr von Bodman (* 19. Januar 1651 in Bodman; † 29. September oder 6. Oktober 1691) war seit 1686 Weihbischof in Konstanz.

## Familie
Johann Wolfgang von Bodman entstammte dem alten schwäbischen Adelsgeschlecht Bodman. Er war der Sohn von Hans Adam von Bodman und Maria Magdalena von Sickingen. Er hatte zwei Brüder, Johann Adam und Johann Joseph.

## Leben
Johann Wolfgang wurde 1665 Domherr in Konstanz. Von 1666 bis 1673 studierte er in Rom als Alumne des Collegium Germanicum. Er empfing am 6. August 1673 die Priesterweihe im Bistum Konstanz und wurde 1675 Kapitular in Konstanz. 1686 wurde er Domkantor.
Am 2. September 1686 wurde er zum Titularbischof von Dardanus und zum Weihbischof in Konstanz ernannt. Die Einzelheiten zu seiner Bischofsweihe sind nicht erhalten, also insbesondere der Name des spendenden Bischofs oder das Datum der Konsekration. Auf diese Weihe geht eine nach Bodman benannte Sukzessionslinie in der Katholischen Kirche zurück, die heute noch in Indonesien vorkommt.